# Ginásio João Marigo Sobrinho
O Ginásio João Marigo Sobrinho mais conhecido como O Ginasião é um ginásio poliesportivo localizado em São Carlos, no Estado de São Paulo.
O histórico e eterno palco de jogos memoráveis do esporte e shows em São Carlos, é um dos ginásios mais antigos de São Paulo.

## História
O ginásio foi inaugurado em 1952 com a presença do governador Lucas Nogueira Garcez, cinco anos antes dos Jogos Abertos do Interior de São Paulo de 1957, o Ginasião, como é popularmente conhecido em São Carlos, era a única grande praça esportiva da cidade onde aconteciam as competições desportivas, principalmente Basquetebol, Voleibol e Futebol de Salão, como era novidade na época, sempre apanhava um público que esgotava sua capacidade máxima em torneios de dimensão estadual e nacional.
Os responsáveis maiores pela obra foram: Romeu Santini (presidente do clube), Lafael Petroni (engenheiro da obra e diretor do clube), Milton Olaio (simbolizando todos os atletas são-carlenses) e Ricardo Malmegrin Gonçalves (jogador representado todos os atletas de basquete do clube).
Além de eventos esportivos como palco de partidas nacionais e internacionais de basquete, voleibol, futsal e handebol, o ginásio recebia e também recebe diversos espetáculos, como shows de Caetano Veloso, Sandra & Miele, Vinícius & Toquinho, Roberto Carlos, Gonzaguinha, entre outros.
O Ginasião, também abrigou Carnavais, Jogos da Primavera, Jogos Intercolegiais da cidade, apurações das eleições, feiras, Jogos Regionais do Idoso, formaturas, eventos religiosos, bingos beneficentes, entre outros eventos.
O nome do ginásio é uma homenagem ao ex-diretor do clube que era um apreciador do basquete, João Marigo Sobrinho, que era oriundo do Clube Comercial.
Em 15 de junho de 2013, o ginásio foi reinaugurado depois de uma reforma estrutural e geral.

### Localização - Centro/Norte
- Endereço: Rua Episcopal, 2447 (Centro) – São Carlos–SP
- Dias Úteis: das 8h às 20h
- Estacionamento: Privado

## Eventos

### Musicais e outros
- Antigo local de apurações das Eleições, desde 1958[8][9]
- Anos 60 a anos 90 - "Festas do Chopp de São Carlos" do Lions Clube e do São Carlos Clube
- Em 1967 - Roberto Carlos
- Em 1968 - Roberto Carlos se apresentou no dia 30 de abril, com o seu RC7
- 1969 - Periquitos em Revista – Patinação Artística do Palmeiras
- Anos 70 - Circo Orlando Orfei e Circo Garcia
- 1973 - Em 15 de agosto de 1973 show de Elis Regina - Circuito Universitário, comissão de formatura da EESC de 1973[10]
- Anos 70 - Rita Lee, Zé Rodrix no Circuito Universitário
- Década de 70 - Caetano Veloso, Sandra & Miele, Vinícius & Toquinho, Jair Rodrigues
- Em julho de 1977 - Chacrinha e suas chacretes com show "Buzinadas do Chacrinha" com calouros e júri locais e o vencedor local foi Carlos Esperança
- Em 1980, Show de Roberto Carlos[11]
- Década de 80 - Gonzaguinha, Gal Costa, Raul Seixas, Ney Matogrosso, Milton Nascimento, Simone, Gilberto Gil, Lulu Santos, estão na galeria de shows no ginásio.
- Algumas bandas como Frenéticas, Mamonas Assassinas entre outras, também estiveram no ginásio
- Alguns sertanejos como Tonico e Tinoco, Milionário e José Rico entre outros, também estiveram entre os shows do ginásio

## Esportivos
- Década de 50 - Campeonato Paulista de Basquete Masculino e Feminino
- Em 1957 - 22º Jogos Abertos do Interior de São Paulo de 1957[12]
- Década de 60 - Campeonato Paulista de Basquete Masculino e Feminino
- Década de 70 - Campeonato Paulista de Basquete Masculino e Feminino
- Década de 80 - Campeonato Paulista de Basquete Masculino
- Em 1990 - Taça EPTV de Futsal- Central[13]
- Em 2004 - 5ª Copa EPTV São Carlos de Basquete
- Em julho de 2013 - Sediou alguns jogos de basquete e vôlei da 57ª edição dos Jogos Regionais da 3ª Região de 2013 da 3ª Região Esportiva do Estado de São Paulo[14]
- Em 2015 - Copa AVS/SMEL de Vôlei Feminino[15]
- Em 2015 - Copa Revelar CRM de Basquete[16]
- Em 2015 - Jogos Regionais
- Em 2018 - Jogos Abertos do Interior de São Paulo de 2018